# Коледж Леді Маргарет (Оксфорд)
Леді Маргарет-Хол (Lady Margaret Hall, LMH; Коледж леді Маргарет) — один з коледжів Оксфордського університету. Заснований в 1878 році як перший жіночий коледж в Оксфорді, з 1979 року — для чоловіків. Розташований в північній частині міста в садах з виходом до берега річки.
Майже 50 фелло (тьютори, професори, старша адміністрація) і майже 650 учнів, з яких майже 250 післядипломних.
Коледж отримав назву на честь Маргарет Бофорт, матері короля Англії Генріха VII. У 1913 році коледж був включений до складу університету. У 1926 році коледж був зареєстрований на підставі королівської хартії, з 1959 року це повноправний коледж Оксфордського університету.
Тут навчалися прем'єр-міністр Пакистану Беназір Бхутто, лорд-канцлер Великої Британії Майкл Гоув, сучасна англійська письменниця Мішель Пейвер.